# Juan Carlos Maccarone
Juan Carlos Maccarone (Buenos Aires, 19 ottobre 1940 – Claypole, 29 marzo 2015) è stato un vescovo cattolico argentino.

## Biografia
Monsignor Juan Carlos Maccarone nacque a Buenos Aires il 19 ottobre 1940.

### Formazione e ministero sacerdotale
Frequentò le elementari nella scuola "Repubblica dell'Honduras" a Buenos Aires e conseguì il diploma di maturità nel collegio nazionale "Mariano Moreno". Studiò quindi giurisprudenza all'Università di Salvador a Buenos Aieros. Nel 1960 entrò nel seminario "Sacro Cuore" dell'arcidiocesi di La Plata. Studiò filosofia presso il seminario maggiore "San José" della stessa arcidiocesi e teologia dogmatica presso la Pontificia Università Gregoriana a Roma.
Il 17 dicembre 1968 fu ordinato presbitero. Dal 1968 e al 1978 fu professore di teologia al seminario "San José" e presso la Facoltà di teologia dell'Università Cattolica "Santa Maria de los Buenos Aires". Dal 1969 al 1972 insegnò all'Università Cattolica di La Plata e dal 1973 al 1975 nell'Istituto "Antonio Saenz" della diocesi di Lomas de Zamor.
Grazie alle sue notevoli capacità intellettuali ricoprì poi diversi incarichi. Fu superiore presso il seminario di Lomas de Zamora, direttore spirituale dei seminari, decano della Facoltà di teologia della Pontificia università cattolica argentina per due mandati, parroco della parrocchia dell'Immacolata Concezione a Burzaco, esperto della commissione per il dialogo luterano-cattolico, segretario del comitato esecutivo della commissione episcopale per la fede e la cultura, esperto alla IV assemblea plenaria del Consiglio episcopale latinoamericano. Fu anche segretario della convenzione costituente nazionale di Paraná e Santa Fe per la riforma della Costituzione della Conferenza episcopale argentina, e delegato dei vescovi della provincia ecclesiastica di Buenos Aires per la riforma della Costituzione provinciale.
Fu anche membro del consiglio di amministrazione e del consiglio superiore dell'Università di Buenos Aires, membro della Società argentina di teologia e della Società tomista della Repubblica Argentina. Pubblicò opere di argomento teologico in riviste di teologia nazionali e internazionali.

### Ministero episcopale
Il 30 gennaio 1993 papa Giovanni Paolo II lo nominò vescovo ausiliare di Lomas de Zamora e titolare di Mauriana. Ricevette l'ordinazione episcopale il 21 aprile successivo nella cattedrale di Nostra Signora della Pace di Lomas de Zamora dal vescovo di Lomas de Zamora Desiderio Elso Collino, coconsacranti il vescovo di Rafaela Héctor Gabino Romero e quello di Mar del Plata José María Arancedo. Nel 1994 fu eletto presidente della commissione fede e cultura della Conferenza episcopale argentina.
Il 3 luglio 1996 papa Giovanni Paolo II lo nominò vescovo di Chascomús. Prese possesso della diocesi il 24 settembre successivo. Il 18 febbraio 1999 lo stesso pontefice lo nominò vescovo di Santiago del Estero. Prese possesso della diocesi il 29 maggio successivo.
Partecipò attivamente al dialogo promosso dalla Conferenza episcopale durante la grave crisi economica nazionale del 1999-2002 e fu uno dei vescovi eletti per redigere il documento della Chiesa argentina sulla realtà politica e sociale del periodo.
Ebbe forti scontri con il governo provinciale presieduto prima da Carlos Juárez, al suo quinto mandato, e poi dalla moglie Mercedes Aragonés de Juárez. Si batté per la ricerca della verità in occasione del doppio crimine della Dársena, l'omicidio delle due attiviste democratiche Leyla Nazar e Patricia Villalba, per la quale fu successivamente condannato Antonio Musa Azar. Mantenne un dialogo fraterno con le organizzazioni per i diritti umani. Dopo la caduta del governo di Carlos Juárez sostenne l'intervento federale nella provincia.
Il 19 agosto 2005 papa Benedetto XVI accettò la sua rinuncia al governo pastorale della diocesi. Secondo la stampa, monsignor Maccarone si sarebbe dimesso dopo che apparve un video in cui stava compiendo atti sessuali con un ragazzo di 23 anni. Quotidiani come il Los Angeles Times e agenzie di stampa come Catholic News Agency confermarono l'esistenza del video. Secondo le notizie dell'agenzia di stampa tedesca DPA e il Los Angeles Times, il portavoce dell'arcidiocesi di Buenos Aires non escluse la possibilità che si trattasse di un "atto di vendetta politica". Monsignor Maccarone era infatti coinvolto nella lotta contro la povertà e la presunta corruzione del governatore Carlos Juárez. Allo stesso modo, alcuni media argentini commentarono che, al di là della catalogazione della condotta personale di monsignor Maccarone basata su convinzioni morali e religiose, l'episodio non era rilevante dal punto di vista criminale o giudiziario e che l'intera vicenda non fu un evento fortuito o circostanziato ma il risultato di una manovra sapientemente assemblata, costruita sulla base di dati di intelligence che avevano una logistica e risorse che non corrispondevano a quelle di un cittadino comune. Tutto sarebbe stato orchestrato quindi nell'ambito di una strategia organizzata con diligenza da interessi politici, economici ed ecclesiastici.
Monsignor Maccarone visse in pensione nel Piccolo Cottolengo di Don Orione situato nell'omonimo quartiere della città di Claypole. Era ancora considerato uno dei teologi più rispettati del paese, con una chiara posizione progressista.
Morì a Claypole alle 7 del 29 marzo 2015. Le esequie si tennero il giorno successivo alle ore 11 nella chiesa del Piccolo Cottolengo di Don Orione a Claypole. Al termine del rito fu sepolto nel cimitero dello stesso complesso.

## Genealogia episcopale
La genealogia episcopale è:
- Cardinale Scipione Rebiba
- Cardinale Giulio Antonio Santori
- Cardinale Girolamo Bernerio, O.P.
- Arcivescovo Galeazzo Sanvitale
- Cardinale Ludovico Ludovisi
- Cardinale Luigi Caetani
- Cardinale Ulderico Carpegna
- Cardinale Paluzzo Paluzzi Altieri degli Albertoni
- Papa Benedetto XIII
- Papa Benedetto XIV
- Papa Clemente XIII
- Cardinale Marcantonio Colonna
- Cardinale Giacinto Sigismondo Gerdil, B.
- Cardinale Giulio Maria della Somaglia
- Cardinale Carlo Odescalchi, S.I.
- Cardinale Costantino Patrizi Naro
- Cardinale Lucido Maria Parocchi
- Papa Pio X
- Papa Benedetto XV
- Papa Pio XII
- Cardinale Eugène Tisserant
- Papa Paolo VI
- Vescovo Desiderio Elso Collino
- Vescovo Juan Carlos Maccarone